# لیا مانولیو
لیا مانولیو (رومانیایی: Lia Manoliu; ۲۵ آوریل ۱۹۳۲ – ۹ ژانویهٔ ۱۹۹۸) پرتاب‌گر دیسک اهل رومانی بود.
وی در مسابقات کشوری و بین‌المللی در مجموع برندهٔ ۱ مدال طلا، ۲ مدال برنز شده‌است.